# Paul Taffanel
Claude-Paul Taffanel (Bordeus, 16 de setembre de 1844 - París, Illa de França, 27 de novembre de 1908) fou un reconegut intèrpret i pedagog de flauta travessera i se'l considera el fundador de l'escola francesa de la flauta moderna, representant actualment un dels pilars clau de l'evolució i la interpretació d'aquest instrument dintre d'aquesta escola. També es va dedicar en altres àmbits de la música com  la composició i la direcció.

## Biografia
Neix a Bordeus, en l'atlàntic francès, l'any 1844. Provenia d'una família de músics per part del seu avi, que es dedicava a construir violins i el seu pare, que tocava la flauta i fagot, sent també el director de la  banda de la guàrdia nacional i l'encarregat de donar les primeres lliçons de flauta el seu fill amb l'edat dels 9 anys. L'any següent, Taffanel va interpretar el seu primer concert. En el 1860, els 16 anys, Taffanel va entrar estudiar en el conservatori de música de París a mà del professor Vincent Joseph van Steenkiste, conegut com a Louis Dorus. En aquest mateix any, va obtenir el primer premi d'interpretació i més endavant va poder accedir a diferents orquestres com l'opéra-comique en el palau reial i l'orquestra paseloup's. En aquest mateix període, quan estudiava teoria en el conservatori, va ser una vegada més guardonat amb dos primers premis en teoria l'any 1862 i en contrapunt i fuga el 1865. Pocs músics del conservatori de París podien declarar haver guanyat 3 premis durant la seva estada com estudiants.
L'any 1861, Taffanel entra a formar part en l'orquestra d'òpera de París, considerada com una de les millors orquestres en l'àmbit operístic. L'any 1864, en aquesta mateixa orquestra, substitueix Joseph-Henri Atles com a primera flauta en el fossat de l'orquestra, com també l'any vinent en tornar fer una substitució en la Société des concerts. Així doncs, Taffanel, a l'edat de 27 anys, estava establert en les millors orquestres de París i emprèn una carrera com a intèrpret que havia de continuar durant més de 25 anys. És considerat un dels principals flautista del seus temps.

## Recepció i Estil d'interpretació
Actualment, Taffanel gaudeix d'una gran reputació i respecte dins del món de la flauta. Els seus alumnes, observadors de l'estil de Taffanel i fonts de primera mà, van ser els encarregats de transmetre el seu llegat. George Barrère, alumne i més endavant professor format de l'escola de música Juilliard va declarar:
| « | Taffanel no només era un dels millors flautistes d'Europa sinó que és bastant improbable que mai algú pugui omplir el seu lloc. La seva qualitat de so i la seva fina tècnica només era una petita part de les seves esplèndides característiques com a intèrpret. | » |

La qualitat del so de Taffanel era característic per ser brillant i pur. Projectava molt més volum de so que el model de les flautes pre-Bohem, emetent un so directe i sense un vibrat descontrolat, que era considerat com un element de mal gust en aquella època i part del segle a França. Taffanel detestava el sentimentalisme barat, l'expressió excessiva, com deia ell “trucs barats”, considerats elements no musicals. Taffanel lluitava contra la visió del flautista que es limitava a imitar la “pirotècnica” de Paganini. Donava importància sobretot l'establiment d'ideals sonors, a la comprensió musical, a la diferenciació d'estil i a la interpretació adequada. Tenia també un gran interès per les cantants d'òpera com a models de producció del so de la flauta.
Va portar a terme la seva carrera d'interpretació des del 1860 fins al 1890. La seva manera de toca va ser ràpidament acceptada com el model que els flautistes hagueren d'imitar convertint-se pels acadèmics i els intèrprets, com el pare de l'escola de la flauta francesa. Va influir en  la interpretació de la flauta sobre les últimes dècades del segle xix i dintre del començament del XX.

## Organitzacions musicals
Va estar involucrat en organitzacions musicals per joves flautistes talentosos provocant inevitablement una revitalització musical a la ciutat de París. Com altres músics, tenia un gran interès en no només reviure les obres passades sinó també d'animar a què s'escrivissin noves composicions, donant suport a joves compositors francesos a través de l'organització Société nationale de musique,  formada en el 1871 i sent un dels membres.

## Repertori de Cambra
Taffanel també va tenir un gran interès per ampliar el repertori dels conjunts de cambra. En 1872, en col·laboració amb Jules Armingaud, un violinista de l'orquestra d'Opera i Leon Jacquard, un professor de violoncel del conservatori van formar la “chamber music society” per doble quintet de cordes i vents. La seva preocupació era millorar la posada en escena del quintet de vents i el seu repertori, com per exemple, promovia fer els atacs i articulacions de manera precisa i es preocupava per la bona fusió de timbres del quintet de vent .Per complir aquest objectiu, també va fundar en el 1819 la “ Société de musique de chambre pour instruments à vent”, esdevenir una organització d'èxit que va fer gires per tot Europa i va fer pujar el nivell d'interpretació dels instruments de vent en tot el continent.

## Director
En el 1892 Taffanel va ser nomenat director de la Société des concerts orchestra en el conservatori i en els anys 1893-1906 de l'òpera de París. L'interès per promoure noves composicions dels joves compositors va esdevenir un punt fort de les seves orquestres, després de molts anys que ningú prestes atenció en aquestes qüestions. Com a director, es preocupava molts dels aspectes de la posada en escena i de reflectir fidelment les intencions de cada compositor en la interpretació.

## Compositor
Dintre de totes les nombroses activitats que portava a terme dia a dia, li deixava poc temps per compondre però igualment va dedicar-li un apartat en la seva vida. En primer lloc, va transcriure diverses obres antigues, incloent-hi el nocturn de Chopin, Op.15, No.2, els vals Op.64, No.1 i L'obra de Gluck “ des Champs. Elysee de Orpheé. Totes elles en format de flauta i piano. També va contribuir en escriure les cadenzes dels concerts de Mozart en G i D major. Van ser molt populars en els primers anys del segle xx, però actualment són considerades per alguns flautistes d'un estil massa romàntic per a les obres clàssiques.
En qüestió d'obres, va escriure diverses peces per a flauta considerades actualment com a part del repertori estàndard. Les seves obres més destacades són:
- Andante Pastoral et Scherzettino.
- Grande Fantasie (Mignon).
- Fantasie, Themes/ Der Freischutz.
- Quintette, para quintet de viento.

Cal destacar, entre aquestes obres: 
-La fantasia “Der Freischutz” considerada com una de les millors peces romàtiques franceses tardanes. En els anys 80' dins de la recuperació de les peces romàntiques, aquesta obra ha rebut una atenció renovada actualment i significa la contribució més gran que fa Taffanel a la literatura per flauta junt amb “el quintet pour instrument à vent” i el mètode de flauta. 
-El mètode per flauta “17 Exercicies Journaliers de mecanisme” que acaben i editen dos dels seus estudiants, Louis Fleury i Phillippe Gaubert, preocupats de representar l'important llegat del seu professor i amic. El mètode significa un material dirigit els flautistes dedicats en la interpretació de la flauta, ja que a diferència que el mètode d'Altès, Taffanel i els seus dos contribuïdors posteriors no inclouen teoria bàsica i general dels principis musical. Els veritables punts forts del llibre són el fraseig, la respiració, l'estil, la tècnica i el desenvolupament del so, refusant clarament el vibrat. Encara avui és considerat un dels llibres de mètodes estàndards i més reconeguts pels flautistes.
-El quintet de vent, considerada una important obra romàntica per una formació estàndard de cambra de vent(flauta, oboè, clarinet, trompa i fagot) i composta l'any 1879 pel grup de cambra que ell mateix va fundar. Té una llargada de 3 moviments, on explora el registre, les sonoritats dels cinc instruments de cambra, coneixent molt bé les possibilitats de cada un.

## Educador
El 1893, va assumir el càrrec de professor amb 49 anys reemplaçant el professor Atlès en el mateix centre on s'havia format, el conservatori de Paris. Segons els alumnes, la seva arribada a l'escola immediatament va suposar un ímpetu remarcable entre els flautistes. En primer lloc, creava programes individualitzats per cada alumne, adaptant les obres més adequades pel seu progrés. En segon lloc, era un personatge molt més afí a les classes col·lectives o masteclass entre els seus alumnes que a les lliçons privades.
També recupera les obres de compositors clàssics i barrocs per assignar-les els seus alumnes. Les sonates de Bach o els concerts de Mozart, per exemple, que ara representen pedres angulars del repertori de flauta i que estaven oblidades durant aquells últims 50 anys. Sensibilitzava els seus estudiants mostrant una gamma molt més àmplia de compositors i fins i tot en l'àmbit dels estudis de flauta.
Els 15 anys de docència a l'escola, els seus estudiants van deixar constància de la gran admiració del seu mestre. Un dels seus alumnes, Barrère, va declarar: 
“En lloc de perdre temps de classe en els exercicis de cinc dits, dels quals Altès havia publicat tot un llibre, Taffanel ensenyava als estudiants com analitzar i discernir la
música per tal de descobrir els seus matisos. Taffanel és el millor flautista del món i és probablement irreemplaçable”
Tot seguit, els alumnes més destacats de Taffanel:
- Philippe Gaubert
- Louis Fleury
- André Maquarre
- Daniel Maquerre
- Frederick Griffith
- Marcel Moyse
- Georges Laurent

A més de tenir carreres escèniques i de docència, també van ser compositors, editors, escriptors i directors.

## Mort
Va morir el 22 de novembre el 1908 a Paris. Taffanel patia una persistent malaltia que duraria fins al final de la seva vida i que va impossibilitar finalitzar el seu mètode de flauta. Enterrat en el cementiri Père-Lachaise (divisió 44a) a París.